# Bibbiena
Bibbiena là một đô thị và thị xã của Ý. Đô thị này thuộc tỉnh Arezzo trong vùng Toscana. Bibbiena có diện tích 86 km², dân số theo ước tính năm 2005 của Viện thống kê quốc gia Ý là 12.104 người. 